# Başakşehir

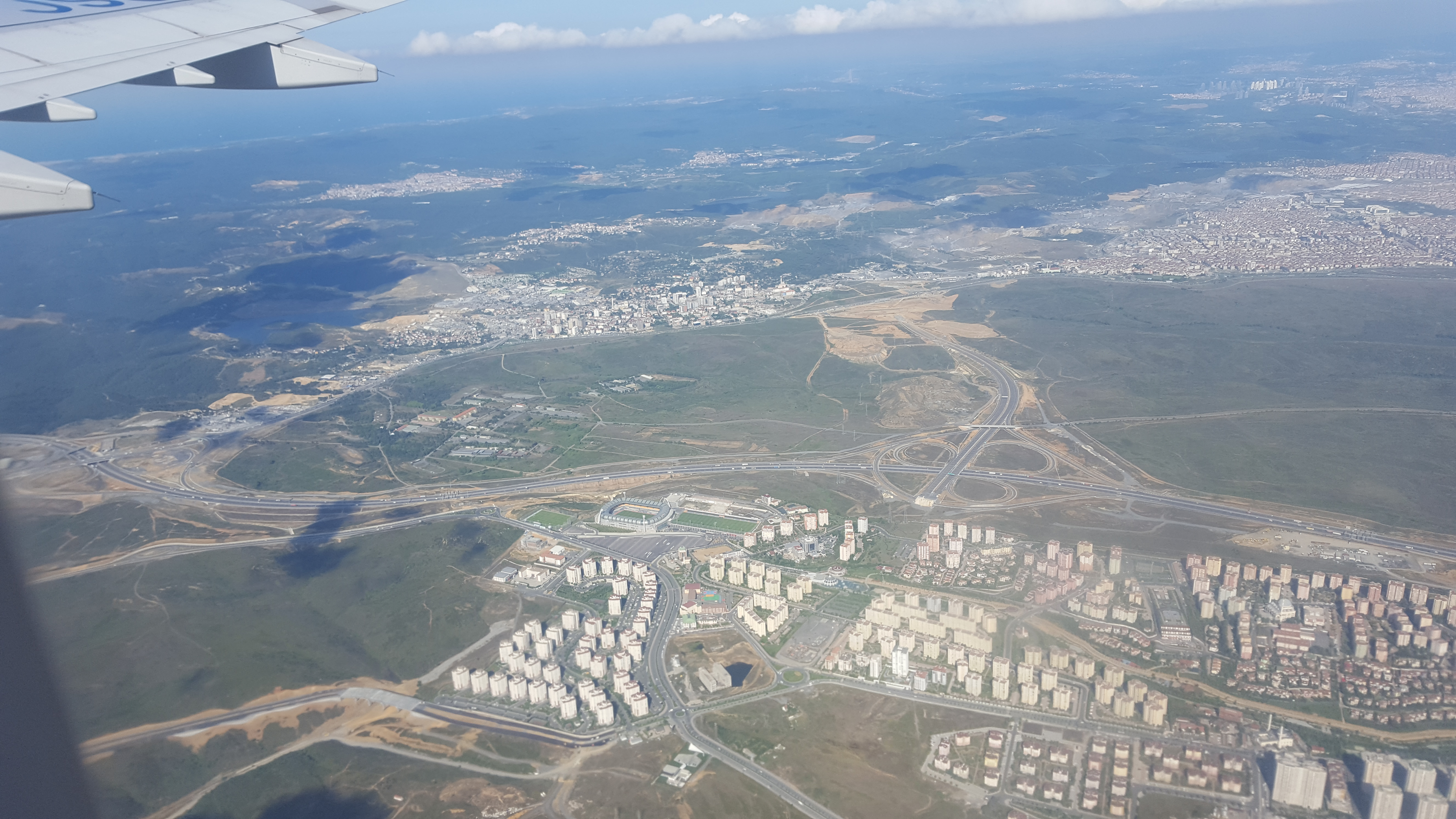
Başakşehir from air

Başakşehir est l'un des 39 districts de la ville d'Istanbul, en Turquie.